# 二分浓核病毒属
二分浓核病毒属（学名：Bidensovirus）为二分DNA病毒科的一个属。

## 下属物种
本属包括以下物种：
- 家蚕二分浓核病毒 Bombyx mori bidensovirus ，该病毒曾归属于细小病毒科浓核病毒亚科, 主要在家蚕中肠柱状细胞内复制, 并引起严重的软化病